# Heliocis repanda
Heliocis repanda là một loài bọ cánh cứng thuộc họ Oedemeridae. Loài này được miêu tả khoa học đầu tiên năm 1896 bởi Horn.